# 웨슈산 스타디움
웨슈산 경기장(중국어: 越秀山体育场)은 중화인민공화국 광둥성 광저우시에 위치한 경기장으로 광저우 시티의 홈 구장으로 사용되고 있다.